# Polyplax
Polyplax ist eine Gattung der Echten Tierläuse mit weltweiter Verbreitung, die bei Nagetieren parasitiert. Die Fühler sind fünfgliedrig und tragen an der Spitze eine kleine Borste. Der Thorax hat bei den meisten Vertretern eine deutliche Bauchplatte (Sternit). Ein Pronotum ist vorhanden, kann aber schwach entwickelt sein. Das erste Beinpaar ist schwach entwickelt und trägt eine schlanke Kralle, das zweite ist deutlich kräftiger, das dritte noch stärker entwickelt. Sie tragen eine kräftige Kralle. Das Abdomen besitzt deutliche Sternal- und Rückenplatten (Tergiten) und an den Segmenten 2 bis 8 deutliche Paratergalplatten. Tracheenöffnungen sind an den Segmenten 3 bis 8 deutlich. Weibchen haben an den Tergiten 4 bis 7 und den Sterniten 3 bis 7 zwei Borstenreihen, Männchen haben nur eine Borstenreihe an den Tergiten und Sterniten, lediglich an den Tergiten 2 und 3 sind sie doppelreihig.
Die Gattung enthält folgende Arten:
- Polyplax abyssinica Ferris, 1923
- Polyplax acomydis Kim and Emerson, 1970
- Polyplax alaskensis Ewing, 1927
- Polyplax antennata Smetana, 1960
- Polyplax arvicanthis Bedford, 1919
- Polyplax asiatica Ferris, 1923
- Polyplax auricularis Kellogg and Ferris, 1915
- Polyplax biseriata Ferris, 1923
- Polyplax blanfordi Mishra and Dhanda, 1972
- Polyplax borealis Ferris, 1933
- Polyplax brachyrrhyncha Cummings, 1915
- Polyplax brachyuromyis Kim and Emerson, 1974
- Polyplax bullimae Johnson, 1958
- Polyplax bureschi Touleshkov, 1957
- Polyplax calomysci Kim and Emerson, 1971
- Polyplax caluri Johnson, 1960
- Polyplax cannomydis Johnson, 1959
- Polyplax chinensis Ferris, 1923
- Polyplax cummingsi Ferris, 1916
- Polyplax cutchicus Mishra and Kaul, 1973
- Polyplax dacnomydis Chin, 1990
- Polyplax dentaticornis Ewing, 1935
- Polyplax deomydis Benoit, 1965
- Polyplax dolichura Johnson, 1962
- Polyplax ellobii (Sosnina, 1955)
- Polyplax eropepli (Ewing, 1935)
- Polyplax expressa Johnson, 1964
- Polyplax gerbilli Ferris, 1923
- Polyplax gracilis Fahrenholz, 1910
- Polyplax grammomydis Werneck, 1953
- Polyplax guatemalensis Durden and Eckerlin, 2001
- Polyplax hannswrangeli Eichler, 1952
- Polyplax hoogstraali Johnson, 1960
- Polyplax hopkinsi Paterson and Thompson, 1953
- Polyplax humae Khan and Khan, 1985
- Polyplax indica Mishra and Kulkami, 1974
- Polyplax insulsa Ferris, 1923
- Polyplax jonesi Kellogg and Ferris, 1915
- Polyplax kaiseri Johnson, 1960
- Polyplax kondana Mishra, 1981
- Polyplax melasmothrixi Durden and Musser, 1992
- Polyplax meridionalis Johnson, 1962
- Polyplax myotomydis Johnson, 1960
- Polyplax nesomydis Paulian, 1961
- Polyplax opimi Sosnina, 1979
- Polyplax otomydis Cummings, 1912
- Polyplax oxyrrhyncha Cummings, 1915
- Polyplax paradoxa Johnson, 1960
- Polyplax parataterae Kim and Emerson, 1973
- Polyplax phloemydis Cuy, 1982
- Polyplax phthisica Ferris, 1923
- Polyplax plesia Johnson, 1960
- Polyplax praecisa (Neumann, 1902)
- Polyplax praomydis Bedford, 1929
- Polyplax pricei Kim, 1968
- Polyplax qiuae Chin, 1993
- Polyplax reclinata (Nitzsch, 1864)
- Polyplax rhizomydis Johnson, 1972
- Polyplax roseinnesi Paterson and Thompson, 1953
- Polyplax serrata (Burmeister, 1839)
- Polyplax sindensis Shafi, Samad and Rehana, 1984
- Polyplax smallwoodae Johnson, 1960
- Polyplax solivaga Johnson, 1962
- Polyplax spinigera (Burmeister, 1839)
- Polyplax spinulosa (Burmeister, 1839), Rattenlaus
- Polyplax steatomydis Pajot, 1967
- Polyplax stephensi (Christophers and Newstead, 1906)
- Polyplax subtaterae Bedford, 1936
- Polyplax tarsomydis Ewing, 1935
- Polyplax taterae Ferris, 1923
- Polyplax thamnomydis Pajot, 1966
- Polyplax vacillata Johnson, 1960
- Polyplax vicina Blagoveshtchensky, 1972
- Polyplax visenda Blagoveshtchensky, 1972
- Polyplax wallacei Durden, 1987
- Polyplax waterstoni Bedford, 1919
- Polyplax werneri (Glinkiewicz, 1907)